# Winston-Salem Open
Il Winston-Salem Open, in passato Pilot Pen Tennis, è un torneo di tennis professionistico maschile che si disputa sui campi in cemento della Wake Forest University di Winston-Salem, nella Carolina del Nord. È stato votato dai tennisti come miglior torneo della categoria ATP Tour 250 nel 2016. Fino al 2018 il torneo si disputava anche in versione femminile a New Haven, nel Connecticut. L'edizione del 2020 non venne disputata a causa della pandemia di COVID-19.

## Albo d'oro

### Maschile

#### Singolare
| Località                 | Anno | Campione                              | Finalista                             | Punteggio                             |
| ------------------------ | ---- | ------------------------------------- | ------------------------------------- | ------------------------------------- |
| Winston-Salem            | 2024 | Lorenzo Sonego                        | Alex Michelsen                        | 6–0, 6–3                              |
| Winston-Salem            | 2023 | Sebastián Báez                        | Jiří Lehečka                          | 6–4, 6–3                              |
| Winston-Salem            | 2022 | Adrian Mannarino                      | Laslo Đere                            | 7–6(1), 6–4                           |
| Winston-Salem            | 2021 | Il'ja Ivaška                          | Mikael Ymer                           | 6–0, 6–2                              |
| Winston-Salem            | 2020 | Annullato per pandemia di Coronavirus | Annullato per pandemia di Coronavirus | Annullato per pandemia di Coronavirus |
| Winston-Salem            | 2019 | Hubert Hurkacz                        | Benoît Paire                          | 6–3, 3–6, 6–3                         |
| Winston-Salem            | 2018 | Daniil Medvedev                       | Steve Johnson                         | 6–4, 6–4                              |
| Winston-Salem            | 2017 | Roberto Bautista Agut                 | Damir Džumhur                         | 6–4, 6–4                              |
| Winston-Salem            | 2016 | Pablo Carreño Busta                   | Roberto Bautista Agut                 | 6(6)–7, 7–6(1), 6–4                   |
| Winston-Salem            | 2015 | Kevin Anderson                        | Pierre-Hugues Herbert                 | 6–4, 7–5                              |
| Winston-Salem            | 2014 | Lukáš Rosol                           | Jerzy Janowicz                        | 3–6, 7–6(3), 7–5                      |
| Winston-Salem            | 2013 | Jürgen Melzer                         | Gaël Monfils                          | 6–3, 2–1 rit.                         |
| Winston-Salem            | 2012 | John Isner (2)                        | Tomáš Berdych                         | 3–6, 6–4, 7–6(9)                      |
| Winston-Salem            | 2011 | John Isner (1)                        | Julien Benneteau                      | 4–6, 6–3, 6–4                         |
| New Haven                | 2010 | Serhij Stachovs'kyj                   | Denis Istomin                         | 3–6, 6–3, 6–4                         |
| New Haven                | 2009 | Fernando Verdasco                     | Sam Querrey                           | 6–4, 7–6(6)                           |
| New Haven                | 2008 | Marin Čilić                           | Mardy Fish                            | 6–4, 4–6, 6–2                         |
| New Haven                | 2007 | James Blake (2)                       | Mardy Fish                            | 7–5, 6–4                              |
| New Haven                | 2006 | Nikolaj Davydenko                     | Agustín Calleri                       | 6–4, 6–3                              |
| New Haven                | 2005 | James Blake (1)                       | Feliciano López                       | 3–6, 7–5, 6–1                         |
| Long Island              | 2004 | Lleyton Hewitt                        | Luis Horna                            | 6–3, 6–1                              |
| Long Island              | 2003 | Paradorn Srichaphan (2)               | James Blake                           | 6–2, 6–4                              |
| Long Island              | 2002 | Paradorn Srichaphan (1)               | Juan Ignacio Chela                    | 5–7, 6–2, 6–2                         |
| Long Island              | 2001 | Tommy Haas                            | Pete Sampras                          | 6–3, 3–6, 6–2                         |
| Long Island              | 2000 | Magnus Norman (2)                     | Thomas Enqvist                        | 6–3, 5–7, 7–5                         |
| Long Island              | 1999 | Magnus Norman (1)                     | Àlex Corretja                         | 7–6(4), 4–6, 6–3                      |
| Long Island              | 1998 | Patrick Rafter                        | Félix Mantilla                        | 7–6(3), 6–2                           |
| Long Island              | 1997 | Carlos Moyá                           | Patrick Rafter                        | 6–4, 7–6(1)                           |
| Long Island              | 1996 | Andrij Medvedjev                      | Martin Damm                           | 7–5, 6–3                              |
| Long Island              | 1995 | Evgenij Kafel'nikov (2)               | Jan Siemerink                         | 7–6(0), 6–2                           |
| Long Island              | 1994 | Evgenij Kafel'nikov (1)               | Cédric Pioline                        | 5–7, 6–1, 6–2                         |
| Long Island              | 1993 | Marc Rosset                           | Michael Chang                         | 6–4, 3–6, 6–1                         |
| Long Island              | 1992 | Petr Korda                            | Ivan Lendl                            | 6–2, 6–2                              |
| Long Island              | 1991 | Ivan Lendl (5)                        | Stefan Edberg                         | 6–3, 6–2                              |
| Long Island              | 1990 | Stefan Edberg                         | Goran Ivanišević                      | 7–6(3), 6–3                           |
| Long Island (esibizione) | 1989 | Ivan Lendl (4)                        | Mikael Pernfors                       | 4–6, 6–2, 6–4                         |
| Long Island (esibizione) | 1988 | Andre Agassi                          | Yannick Noah                          | 6–3, 0–6, 6–4                         |
| Long Island (esibizione) | 1987 | Jonas Svensson                        | David Pate                            | 7–6, 3–6, 6–3                         |
| Long Island (esibizione) | 1986 | Ivan Lendl (3)                        | John McEnroe                          | 6–2, 6–4                              |
| Long Island (esibizione) | 1985 | Ivan Lendl (2)                        | Jimmy Connors                         | 6–1, 6–3                              |
| Long Island (esibizione) | 1984 | Ivan Lendl (1)                        | Andrés Gómez                          | 6–2, 6–4                              |
| Long Island (esibizione) | 1983 | Gene Mayer (2)                        | Heinz Günthardt                       | 6(9)–7, 6–4, 6–0                      |
| Long Island (esibizione) | 1982 | Gene Mayer (1)                        | Johan Kriek                           | 6–2, 6–3                              |
| Long Island (esibizione) | 1981 | Brian Teacher                         | Yannick Noah                          | 4–6, 6–3, 6–4                         |

#### Doppio
| Località      | Anno | Campione                                  | Finalista                             | Punteggio                             |
| ------------- | ---- | ----------------------------------------- | ------------------------------------- | ------------------------------------- |
| Winston-Salem | 2024 | Nathaniel Lammons (2) Jackson Withrow (2) | Julian Cash Robert Galloway           | 6–4, 6–3                              |
| Winston-Salem | 2023 | Nathaniel Lammons (1) Jackson Withrow (1) | Lloyd Glasspool Neal Skupski          | 6–3, 6–4                              |
| Winston-Salem | 2022 | Matthew Ebden Jamie Murray                | Hugo Nys Jan Zieliński                | 6–4, 6–2                              |
| Winston-Salem | 2021 | Marcelo Arévalo Matwé Middelkoop          | Ivan Dodig Austin Krajicek            | 6(5)–7, 7–5, [10–6]                   |
| Winston-Salem | 2020 | Annullato per pandemia di Coronavirus     | Annullato per pandemia di Coronavirus | Annullato per pandemia di Coronavirus |
| Winston-Salem | 2019 | Łukasz Kubot Marcelo Melo (2)             | Nicholas Monroe Tennys Sandgren       | 6(6)–7, 6–1, [10–3]                   |
| Winston-Salem | 2018 | Jean-Julien Rojer (2) Horia Tecău (3)     | James Cerretani Leander Paes          | 6–4, 6–2                              |
| Winston-Salem | 2017 | Jean-Julien Rojer (1) Horia Tecău (2)     | Julio Peralta Horacio Zeballos        | 6–3, 6–4                              |
| Winston-Salem | 2016 | Guillermo García López Henri Kontinen     | Andre Begemann Leander Paes           | 4–6, 7–6(6), [10–8]                   |
| Winston-Salem | 2015 | Dominic Inglot Robert Lindstedt (2)       | Eric Butorac Scott Lipsky             | 6–2, 6–4                              |
| Winston-Salem | 2014 | Juan Sebastián Cabal Robert Farah         | Jamie Murray John Peers               | 6–3, 6–4                              |
| Winston-Salem | 2013 | Daniel Nestor Leander Paes                | Treat Conrad Huey Dominic Inglot      | 7–6(10), 7–5                          |
| Winston-Salem | 2012 | Santiago González Scott Lipsky            | Pablo Andújar Leonardo Mayer          | 6–3, 4–6, [10–2]                      |
| Winston-Salem | 2011 | Jonathan Erlich (2) Andy Ram (2)          | Christopher Kas Alexander Peya        | 7–6(2), 6–4                           |
| New Haven     | 2010 | Robert Lindstedt (1) Horia Tecău (1)      | Rohan Bopanna Aisam-ul-Haq Qureshi    | 6–4, 7–5                              |
| New Haven     | 2009 | Julian Knowle Jürgen Melzer               | Bruno Soares Kevin Ullyett            | 6–4, 7–6(3)                           |
| New Haven     | 2008 | Marcelo Melo (1) André Sá                 | Mahesh Bhupathi Mark Knowles          | 7–5, 6–2                              |
| New Haven     | 2007 | Mahesh Bhupathi (2) Nenad Zimonjić        | Mariusz Fyrstenberg Marcin Matkowski  | 6–3, 6–3                              |
| New Haven     | 2006 | Jonathan Erlich (1) Andy Ram (1)          | Mariusz Fyrstenberg Marcin Matkowski  | 6–3, 6–3                              |
| New Haven     | 2005 | Gastón Etlis Martín Rodríguez (2)         | Rajeev Ram Bobby Reynolds             | 6–4, 6–3                              |
| Long Island   | 2004 | Antony Dupuis Michaël Llodra              | Yves Allegro Michael Kohlmann         | 6–2, 6–4                              |
| Long Island   | 2003 | Robbie Koenig Martín Rodríguez (1)        | Martin Damm Cyril Suk                 | 6–3, 7–6(6)                           |
| Long Island   | 2002 | Mahesh Bhupathi (1) Mike Bryan            | Petr Pála Pavel Vízner                | 6–3, 6–4                              |
| Long Island   | 2001 | Jonathan Stark (2) Kevin Ullyett (2)      | Leoš Friedl Radek Štěpánek            | 6–1, 6–4                              |
| Long Island   | 2000 | Jonathan Stark (1) Kevin Ullyett (1)      | Jan-Michael Gambill Scott Humphries   | 6–4, 6–4                              |
| Long Island   | 1999 | Olivier Delaître (2) Fabrice Santoro      | Jan-Michael Gambill Scott Humphries   | 7–5, 6–4                              |
| Long Island   | 1998 | Julián Alonso Javier Sánchez              | Brandon Coupe Dave Randall            | 6–4, 6–4                              |
| Long Island   | 1997 | Marcos Ondruska David Prinosil (2)        | Mark Keil T. J. Middleton             | 6–4, 6–4                              |
| Long Island   | 1996 | Luke Jensen Murphy Jensen                 | Hendrik Dreekmann Aleksandr Volkov    | 6–3, 7–6                              |
| Long Island   | 1995 | Cyril Suk Daniel Vacek                    | Rick Leach Scott Melville             | 5–7, 7–6, 7–6                         |
| Long Island   | 1994 | Olivier Delaître (1) Guy Forget (2)       | Andrew Florent Mark Petchey           | 6–4, 7–6                              |
| Long Island   | 1993 | Marc-Kevin Goellner David Prinosil (1)    | Arnaud Boetsch Olivier Delaître       | 6–7, 7–5, 6–2                         |
| Long Island   | 1992 | Francisco Montana Greg Van Emburgh        | Gianluca Pozzi Olli Rahnasto          | 6–4, 6–2                              |
| Long Island   | 1991 | Eric Jelen Carl-Uwe Steeb                 | Doug Flach Diego Nargiso              | 0–6, 6–4, 7–6                         |
| Long Island   | 1990 | Guy Forget (1) Jakob Hlasek               | Udo Riglewski Michael Stich           | 2–6, 6–3, 6–4                         |

### Femminile

#### Singolare
| Località          | Anno          | Campione                  | Finalista                 | Punteggio         |
| ----------------- | ------------- | ------------------------- | ------------------------- | ----------------- |
| New Haven         | 2018          | Aryna Sabalenka           | Carla Suárez Navarro      | 6–1, 6–4          |
| New Haven         | 2017          | Daria Gavrilova           | Dominika Cibulková        | 4–6, 6–3, 6–4     |
| New Haven         | 2016          | Agnieszka Radwańska       | Elina Svitolina           | 6–1, 7–6(3)       |
| New Haven         | 2015          | Petra Kvitová (3)         | Lucie Šafářová            | 6(6)–7, 6–2, 6–2  |
| New Haven         | 2014          | Petra Kvitová (2)         | Magdaléna Rybáriková      | 6–4, 6–2          |
| New Haven         | 2013          | Simona Halep              | Petra Kvitová             | 6–2, 6–2          |
| New Haven         | 2012          | Petra Kvitová (1)         | Marija Kirilenko          | 7–6(9), 7–5       |
| New Haven         | 2011          | Caroline Wozniacki (4)    | Petra Cetkovská           | 6–4, 6–1          |
| New Haven         | 2010          | Caroline Wozniacki (3)    | Nadia Petrova             | 6–3, 3–6, 6–3     |
| New Haven         | 2009          | Caroline Wozniacki (2)    | Elena Vesnina             | 6–2, 6–4          |
| New Haven         | 2008          | Caroline Wozniacki (1)    | Anna Čakvetadze           | 3–6, 6–4, 6–1     |
| New Haven         | 2007          | Svetlana Kuznecova        | Ágnes Szávay              | 4–6, 3–0 ritirata |
| New Haven         | 2006          | Justine Henin             | Lindsay Davenport         | 6–0, 1–0 ritirata |
| New Haven         | 2005          | Lindsay Davenport         | Amélie Mauresmo           | 6–4, 6–4          |
| New Haven         | 2004          | Elena Bovina              | Nathalie Dechy            | 6–2, 2–6, 7–5     |
| New Haven         | 2003          | Jennifer Capriati         | Lindsay Davenport         | 6–2, 4–0 ritirata |
| New Haven         | 2002          | Venus Williams (4)        | Lindsay Davenport         | 7–5, 6–0          |
| New Haven         | 2001          | Venus Williams (3)        | Lindsay Davenport         | 7–6(6), 6–4       |
| New Haven         | 2000          | Venus Williams (2)        | Monica Seles              | 6–2, 6–4          |
| New Haven         | 1999          | Venus Williams (1)        | Lindsay Davenport         | 6–2, 7–5          |
| New Haven         | 1998          | Steffi Graf (4)           | Jana Novotná              | 6–4, 6–1          |
| Stone Mt.         | 1997          | Lindsay Davenport         | Sandrine Testud           | 6–4, 6–1          |
|                   | 1996          | Non disputato             | Non disputato             | Non disputato     |
| 1995              | Non disputato | Non disputato             | Non disputato             |                   |
| Stratton Mountain | 1994          | Conchita Martínez (2)     | Arantxa Sánchez Vicario   | 4–6, 6–3, 6–4     |
| Stratton Mountain | 1993          | Conchita Martínez (1)     | Zina Garrison             | 6–3, 6–2          |
| San Antonio       | 1992          | Martina Navrátilová       | Nathalie Tauziat          | 6–2, 6–1          |
| San Antonio       | 1991          | Steffi Graf (3)           | Monica Seles              | 6–4, 6–3          |
| San Antonio       | 1990          | Monica Seles              | Manuela Maleeva-Fragniere | 6–4, 6–3          |
| San Antonio       | 1989          | Steffi Graf (2)           | Ann Henricksson           | 6–1, 6–4          |
| San Antonio       | 1988          | Steffi Graf (1)           | Katerina Maleeva          | 6–4, 6–1          |
|                   | 1987- 1970    | Non disputato             | Non disputato             | Non disputato     |
| Sacramento        | 1969          | Eliza Godwin              |                           |                   |
| La Jolla          | 1968          | Maryna Godwin             |                           |                   |
| Sacramento        | 1967          | Peaches Bartkowicz        |                           |                   |
| La Jolla          | 1966          | Billie Jean King          | Patti Hogan-Fordyce       | 7–5, 6–0          |
| Sacramento        | 1965          | Rosemary Casals           |                           |                   |
| Sacramento        | 1964          | Kathy Harter              |                           |                   |
| La Jolla          | 1963          | Darlene Hard              |                           |                   |
| Seattle           | 1962          | Carol Hanks Aucamp        |                           |                   |
| La Jolla          | 1961          | Nancy Richey              |                           |                   |
| La Jolla          | 1960          | Katherine D. Chabot       |                           |                   |
| Denver            | 1959          | Sandra Reynolds Price     |                           |                   |
| La Jolla          | 1958          | Beverly Baker Fleitz (3)  |                           |                   |
| La Jolla          | 1957          | Beverly Baker Fleitz (2)  |                           |                   |
| La Jolla          | 1956          | Nancy Chaffee Kiner       |                           |                   |
| La Jolla          | 1955          | Mimi Arnold               |                           |                   |
| Salt Like City    | 1954          | Beverly Baker Fleitz (1)  |                           |                   |
| Salt Like City    | 1953          | Anita Kanter              |                           |                   |
| Seattle           | 1952          | Mary Arnold Prentiss      |                           |                   |
| Salt Lake City    | 1951          | Patricia Canning Todd (2) |                           |                   |
| Berkeley          | 1950          | Patricia Canning Todd (1) | Magda Rurac               | 6–2, 6–1          |
| San Francisco     | 1949          | Doris Hart                | Dorothy Head Knode        | 6–3, 6–4          |
| San Francisco     | 1948          | Gertrude Moran            | Virginia Wolfenden Kovacs | 2–6, 6–1, 6–2     |

#### Doppio
| Località          | Anno          | Campione                                           | Finalista                                  | Punteggio           |
| ----------------- | ------------- | -------------------------------------------------- | ------------------------------------------ | ------------------- |
| New Haven         | 2018          | Andrea Sestini Hlaváčková Barbora Strýcová         | Hsieh Su-wei Laura Siegemund               | 6–4, 6(7)–7, [10–4] |
| New Haven         | 2017          | Gabriela Dabrowski Xu Yifan                        | Ashleigh Barty Casey Dellacqua             | 3–6, 6–3, [10–8]    |
| New Haven         | 2016          | Sania Mirza (3) Monica Niculescu                   | Kateryna Bondarenko Chuang Chia-jung       | 7–5, 6–4            |
| New Haven         | 2015          | Julia Görges Lucie Hradecká                        | Chuang Chia-jung Liang Chen                | 6–3, 6–1            |
| New Haven         | 2014          | Andreja Klepač Sílvia Soler Espinosa               | Marina Eraković Arantxa Parra Santonja     | 7–5, 4–6, [10–7]    |
| New Haven         | 2013          | Sania Mirza (2) Jie Zheng (2)                      | Anabel Medina Garrigues Katarina Srebotnik | 6–3, 6–4            |
| New Haven         | 2012          | Liezel Huber Lisa Raymond (4)                      | Andrea Hlaváčková Lucie Hradecká           | 4–6, 6–0, [10–4]    |
| New Haven         | 2011          | Chia-Jung Chuang Ol'ga Govorcova                   | Sara Errani Roberta Vinci                  | 7–5, 6–2            |
| New Haven         | 2010          | Květa Peschke (2) Katarina Srebotnik               | Bethanie Mattek-Sands Meghann Shaughnessy  | 7–5, 6–0            |
| New Haven         | 2009          | Nuria Llagostera Vives María José Martínez Sánchez | Iveta Benešová Lucie Hradecká              | 6–2, 7–5            |
| New Haven         | 2008          | Květa Peschke (1) Lisa Raymond (3)                 | Sorana Cîrstea Monica Niculescu            | 4–6, 7–5, [10–7]    |
| New Haven         | 2007          | Sania Mirza (1) Mara Santangelo                    | Cara Black Liezel Huber                    | 6–1, 6–2            |
| New Haven         | 2006          | Zi Yan Jie Zheng (1)                               | Lisa Raymond Samantha Stosur               | 6–4, 6–2            |
| New Haven         | 2005          | Lisa Raymond (2) Samantha Stosur                   | Gisela Dulko Marija Kirilenko              | 6–2, 6(1)–7, 6–1    |
| New Haven         | 2004          | Nadia Petrova Meghann Shaughnessy                  | Martina Navrátilová Lisa Raymond           | 6–1, 1–6, 7–6(4)    |
| New Haven         | 2003          | Virginia Ruano Pascual Paola Suárez                | Alicia Molik Magüi Serna                   | 7–6(6), 6–3         |
| New Haven         | 2002          | Daniela Hantuchová Arantxa Sánchez Vicario         | Tathiana Garbin Janette Husárová           | 6–3, 1–6, 7–5       |
| New Haven         | 2001          | Cara Black Elena Lichovceva                        | Jelena Dokić Nadia Petrova                 | 6–0, 3–6, 6–2       |
| New Haven         | 2000          | Julie Halard-Decugis Ai Sugiyama                   | Virginia Ruano Pascual Paola Suárez        | 6–4, 5–7, 6–2       |
| New Haven         | 1999          | Lisa Raymond (1) Rennae Stubbs                     | Elena Lichovceva Jana Novotná              | 7–6(1), 6–2         |
| New Haven         | 1998          | Alexandra Fusai Nathalie Tauziat                   | Mariaan de Swardt Jana Novotná             | 6–1, 6–0            |
| Stone Mt.         | 1997          | Nicole Arendt Manon Bollegraf                      | Alexandra Fusai Nathalie Tauziat           | 6(5)–7, 6–3, 6–2    |
|                   | 1996          | Non disputato                                      | Non disputato                              | Non disputato       |
| 1995              | Non disputato | Non disputato                                      | Non disputato                              |                     |
| Stratton Mountain | 1994          | Elizabeth Sayers-Smylie (3) Pam Shriver (3)        | Conchita Martínez Arantxa Sánchez Vicario  | 7–6(4), 2–6, 7–5    |
| Stratton Mountain | 1993          | Elizabeth Sayers-Smylie (2) Helena Suková (2)      | Manuela Maleeva-Fragniere Mercedes Paz     | 6–1, 6–2            |
| San Antonio       | 1992          | Martina Navrátilová Pam Shriver (2)                | Patty Fendick Andrea Strnadová             | 3–6, 6–2, 7–6(4)    |
| San Antonio       | 1991          | Patty Fendick Monica Seles                         | Jill Hetherington Kathy Rinaldi            | 7–6(2), 6–2         |
| San Antonio       | 1990          | Kathy Jordan Elizabeth Sayers-Smylie (1)           | Gigi Fernández Robin White                 | 7–5, 7–5            |
| San Antonio       | 1989          | Katrina Adams Pam Shriver (1)                      | Patty Fendick Jill Hetherington            | 3–6, 6–1, 6–4       |
| San Antonio       | 1988          | Lori McNeil Helena Suková (1)                      | Rosalyn Fairbank Gretchen Rush-Magers      | 6–3, 6(5)–7, 6–2    |